# Pont de Des Rivières
Vous lisez un « bon article » labellisé en 2016.
Le pont de Des Rivières est un pont couvert qui franchit la rivière aux Brochets à Notre-Dame-de-Stanbridge au Québec au Canada, près du hameau de Malmaison. Il est le seul pont authentique ayant un treillis de type Howe au Québec. Il est aussi remarquable de par ses culées en pierre et son parement en planches verticales à couvre-joints.
Érigé en 1884, il est le troisième pont à être construit sur ce site. Il est contemporain du développement du hameau de Malmaison par les frères François-Guillaume et Henri Desrivières qui y ont construit un barrage, un moulin à farine et un moulin à scie durant les années 1840. À son apogée, le hameau avait une population d'environ 200 habitants, ainsi qu'une chapelle et une école. Ce lieu sera lentement abandonné à la fin du XIXe siècle. Le pont a été rehaussé en 1912 pour éviter qu'il ne soit emporté par les eaux. Il a été restauré en 1998.
Le ministère de la Culture et des Communications du Québec a classé l'ouvrage en tant qu'immeuble patrimonial en 2015 en tant que seul exemplaire subsistant de pont de ferme Howe au Québec et comme exemple de pont construit au Québec avant le développement du modèle typique de pont couvert du ministère de la Colonisation.

## Toponymie
Le pont doit son nom à celui des frères François-Guillaume et Henri Desrivières. Établis dans le canton de Stanbridge en 1830, les deux hommes contribuent à l’essor économique et démographique du secteur en faisant construire un moulin à scie et un moulin à farine sur la rivière aux Brochets.

## Caractéristiques

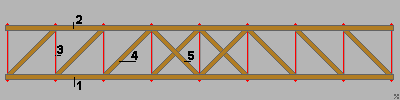
Poutre en treillis de type Howe

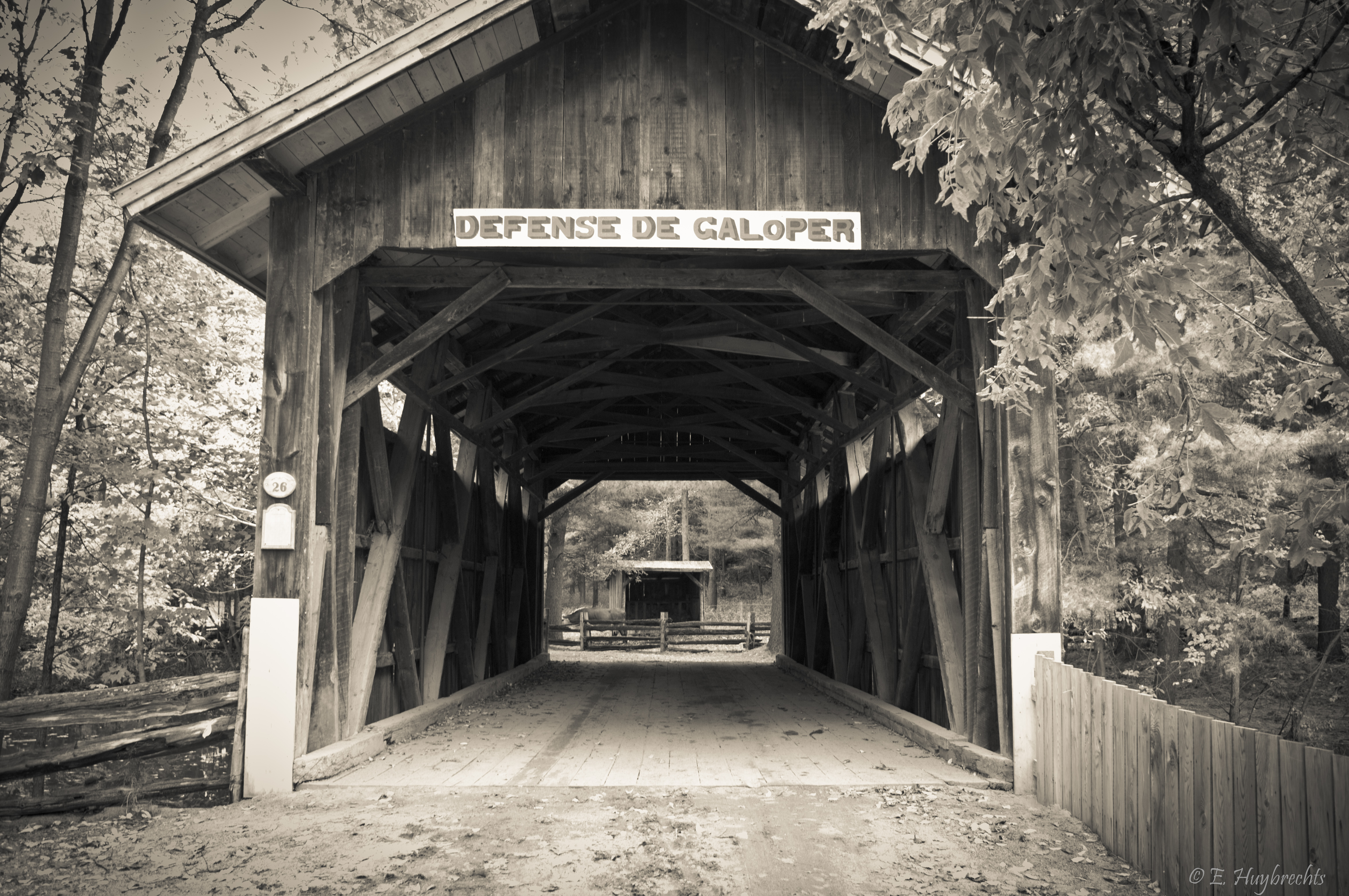
Le pont Monaghan au Village québécois d'antan

Le pont de Des Rivières est situé sur le chemin Saint-Charles, à 3 kilomètres au sud-ouest du noyau villageois de Notre-Dame-de-Stanbridge. Il franchit la rivière aux Brochets.
Le pont a une longueur totale de 41,5 m et une largeur de 6,3 m. Il a une travée unique de 37,4 m. Son accès est limité aux véhicules de moins de 2,7 m de hauteur et de 5 tonnes et moins.
Le pont de Des Rivières est le seul pont subsistant au Québec à être formé d'un treillis de type Howe. Cette ferme est composée de poutres entrecroisées dont les poinçons ont été remplacés par des tirants en acier. Les tirants sont équipés de tendeurs permettant leur rajustement périodique. Il s'agit de la première ferme qui allie le métal et le bois. Cette ferme de bois a été brevetée par William Howe en 1840. Elle gagna rapidement la faveur des compagnies de chemin de fer pour sa simplicité de construction et son comportement en service. Elle sera la norme des compagnies de chemin de fer d'Amérique du Nord jusqu'à l'apparition des ponts métalliques au début du XXe siècle. Seulement une vingtaine de ponts routiers utilisant cette ferme seront construits, dont celui de Des Rivières. Un autre pont utilisant cette ferme, le pont Monaghan de Stanbridge East, a été démoli et reconstruit au Village québécois d'antan à Drummondville,.

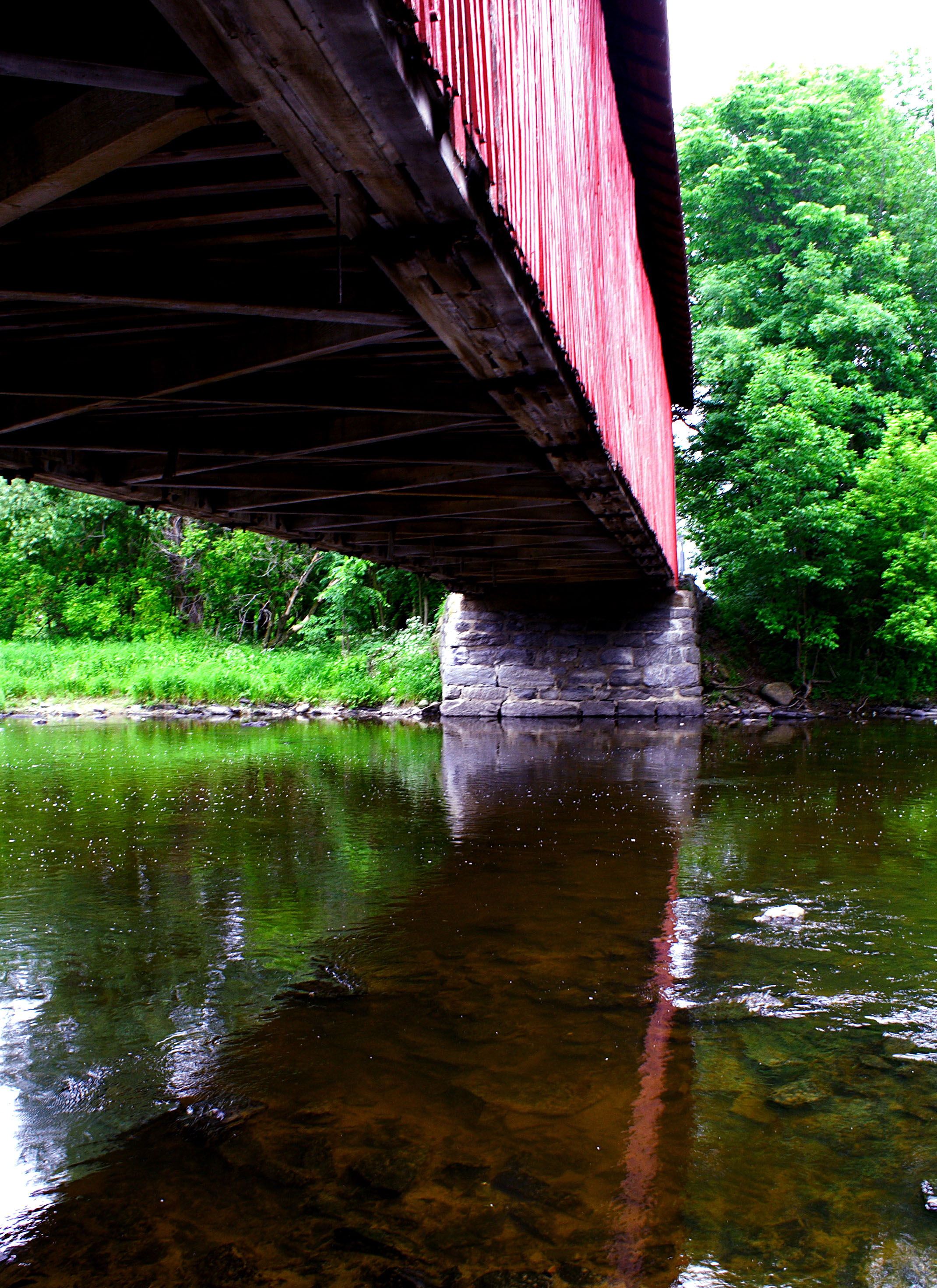
Dessous du pont avec l'une des culées en pierre

Le toit du pont comporte deux versants recouverts de tôle ondulée. Le parement protégeant la structure des intempéries est formé de planches verticales à couvre-joints peintes en rouge, un revêtement rare parmi les ponts couverts du Québec. Les ouvertures latérales longent les sablières. La décoration des portiques est composée de linteaux à angles obliques et à jambage droit, qui sont peints en blanc. Le revêtement du tablier est formé de madriers longitudinaux. Le pont repose encore sur ses culées d'origine en pierre équarrie, alors qu'elles ont été remplacées par des culées en béton sur de nombreux ponts anciens.

## Histoire
Le canton de Stanbridge a été proclamé en 1801. Les terres passent ensuite entre les mains de plusieurs propriétaires avant que les frères François-Guillaume et Henri Desrivières en fassent l'acquisition en 1830. Ils seront les premiers propriétaires à s'établir dans le secteur. Ils font alors construire une maison en 1841 à l'extrémité ouest de leurs terres, près de la rivière aux Brochets. Ils nomment leur propriété « Malmaison », en l'honneur du domaine de Joséphine de Beauharnais (1763-1814), première épouse de Napoléon Bonaparte. En 1842, ils font bâtir un barrage sur la rivière, ainsi qu'un moulin à scie sur la rive ouest et un moulin à farine sur l'autre rive. Un premier pont couvert est construit sur la rivière en 1843.
Le hameau de Malmaison s'agrandit rapidement et atteint une population de 200 habitants. En plus des moulins, une chapelle et une école sont construites dans la communauté. Entre 1863 et 1865, le premier pont est emporté par la débâcle. Il est reconstruit en 1865. Il est de nouveau emporté par les eaux au printemps 1883.
Le pont actuel a été construit en 1884 selon les plans d'un dénommé Bachalder, architecte à Bedford. Il est réalisé avec le bois du moulin de James Crother, maire de Notre-Dame-des-Anges-de-Stanbridge, par les entrepreneurs Jos. Reid et fils de Bedford. Malmaison est lentement abandonnée à la fin du XIXe siècle et son territoire a été inclus dans celui de Notre-Dame-de-Stanbridge en 1889. Le pont reste l'un des derniers vestiges du hameau historique.
En 1912, une crue menace d'emporter le pont. Pour résoudre le problème, la municipalité engage l'entrepreneur Trahan et frères pour soulever le tablier de 60 cm. Le pont a conservé la plupart de ses caractéristiques d'origine. Toutefois, les portiques cintrés ont été remplacés par des portiques à linteau à angles obliques à la fin des années 1950. Le plancher du pont, qui était à l'origine à la diagonale, est désormais parallèle à la route.

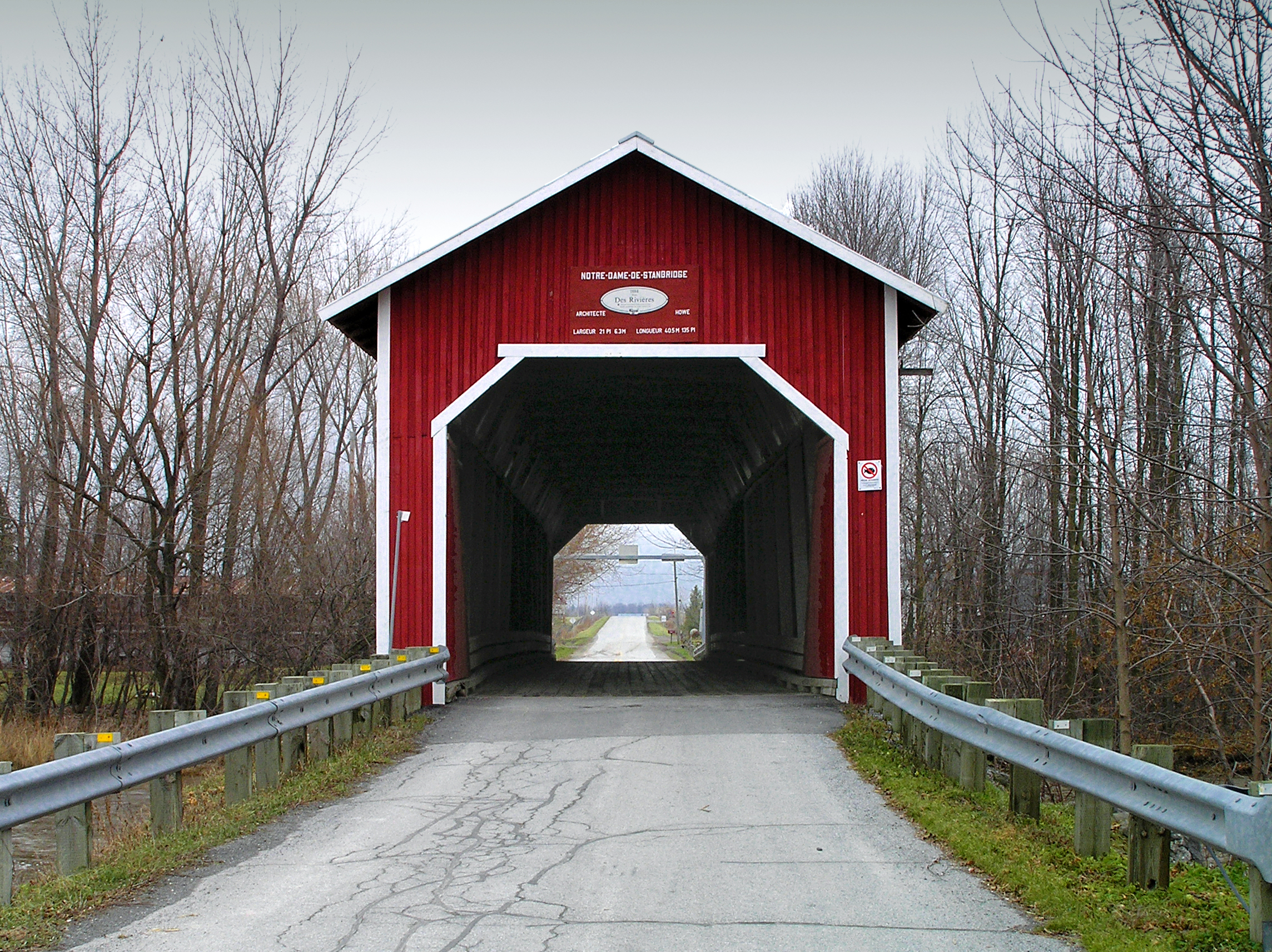
Le pont vu de face

En 1998, le pont subit une restauration qui concerne entre autres les culées, le toit et le platelage. Un stationnement de six places a été aménagé en 2011 à proximité du pont et un parc en 2012. Un organisme à but non lucratif, Héritage stanbridgeois, décide de mettre en valeur le site de Malmaison et ses structures, qui comprennent aussi le manoir Malmaison, l'école Malmaison, le moulin Des Rivières et le cimetière. Le site a été inauguré au printemps 2014. Héritage stanbridgeois a aussi proposé au ministère de classer le pont, avec l’appui de plusieurs municipalités et associations du secteur.
L'ouvrage est classé comme immeuble patrimonial le 22 octobre 2015 par le ministère de la Culture et des Communications du Québec. Il doit sa reconnaissance au fait qu'il est le seul exemple authentique subsistant de la ferme Howe au Québec. Par sa présence, il rappelle aussi l'histoire du peuplement de la région, lié à l'importance du commerce du bois et à l'agriculture. Il présente aussi par son ancienneté plusieurs éléments distincts au modèle proposé à partir du début du XXe siècle par le ministère de la Colonisation, comme son parement en planches verticales, son ouverture au niveau de la sablière et ses culées en pierres équarries. Il sert toujours à la circulation automobile.

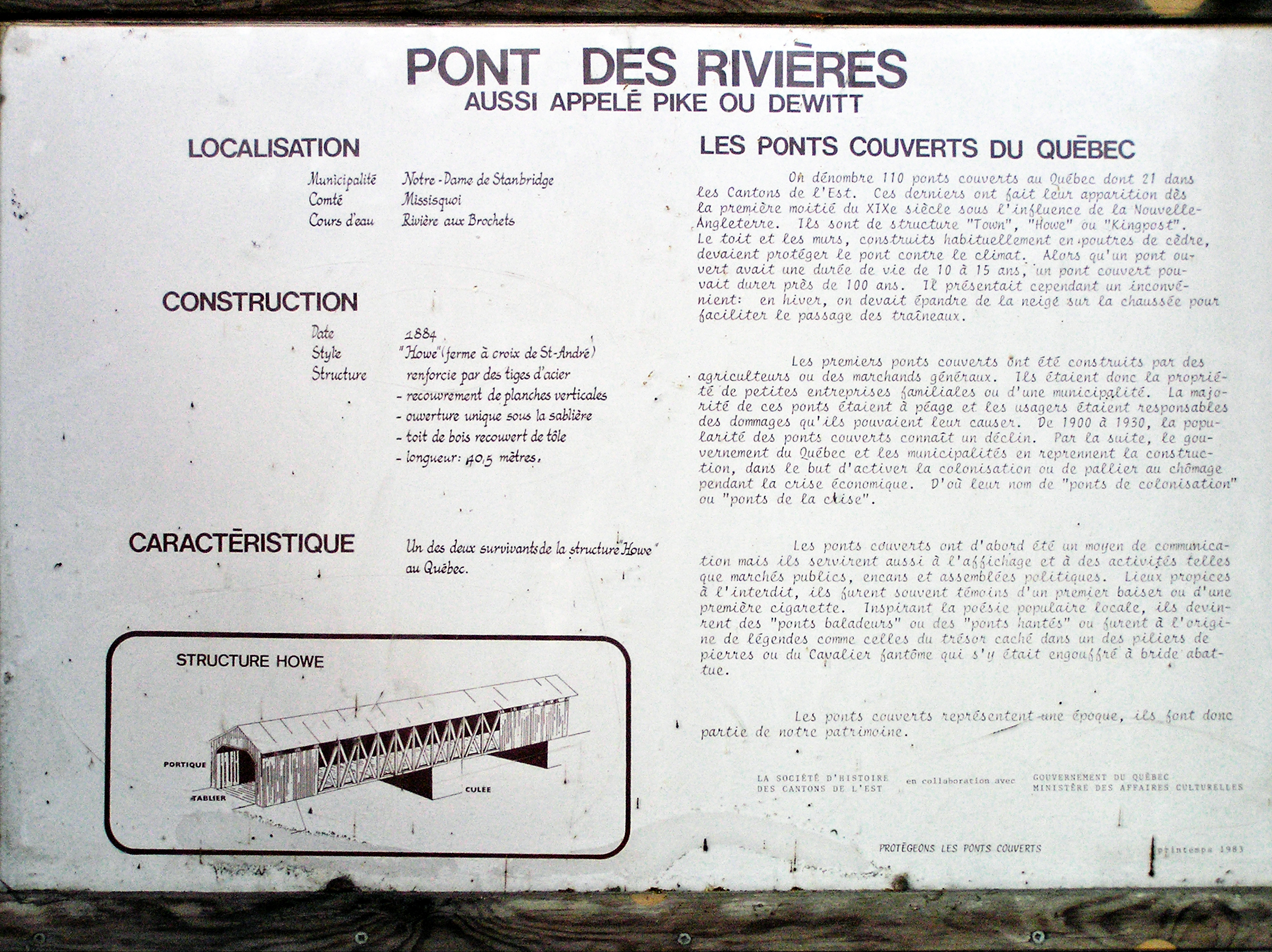
Plaque informative sur les ponts couverts fixée sur le pont.

La municipalité de Notre-Dame-de-Stanbridge a un pont couvert sur ses armoiries.